# Jakbym zjadł mentosy i popił je colą
Jakbym zjadł mentosy i popił je colą – piąty singel polskiego duetu Kacperczyk z ich trzeciego albumu studyjnego, zatytułowanego Pokolenie końca świata. Singel został wydany 21 czerwca 2023.
Nagranie otrzymało w Polsce status podwójnie platynowego singla, przekraczając liczbę 100 tysięcy sprzedanych kopii.

## Geneza utworu i historia wydania
Utwór napisali i skomponowali Mikołaj Gwozda, Maciej Kacperczyk i Paweł Kacperczyk, który również odpowiada za produkcję utworu.
Singel ukazał się w formacie digital download 21 czerwca 2023 w Polsce za pośrednictwem wytwórni płytowej SBM Label w dystrybucji e-Muzyka. Piosenka została umieszczona na trzecim albumie studyjnym duetu – Pokolenie końca świata.
13 lutego 2024 wykonali singel podczas gali Bestsellerów Empiku 2023.

## Teledysk
Do utworu powstał teledysk w reżyserii Hien Dinh Ngoc, który udostępniono w dniu premiery singla za pośrednictwem serwisu YouTube.

## Lista utworów
- Digital download[2]

1. „Jakbym zjadł mentosy i popił je colą” – 2:48

## Notowania
| Kraj   | Lista (2023)             | Najwyższa pozycja |
| ------ | ------------------------ | ----------------- |
| Polska | Billboard Poland Songs   | 3                 |
| Polska | OLiS – single w streamie | 3                 |

| Kraj   | Lista (2023)             | Pozycja |
| ------ | ------------------------ | ------- |
| Polska | OLiS – single w streamie | 42      |

## Certyfikaty
| Kraj          | Certyfikat         | Sprzedaż |
| ------------- | ------------------ | -------- |
| Polska (ZPAV) | 2× platynowa płyta | 100 000+ |